# Bodrogi Tibor
Bodrogi Tibor, születési nevén Fradl Tibor (Újpest, 1924. szeptember 20. – Budapest, 1986. március 6.) néprajzkutató, muzeológus.

## Tanulmányai
Tanulmányait Budapesten, az ELTE Bölcsészettudományi Karán, néprajz-ősrégészet szakon végezte, diplomáját 1950-ben szerezte meg.

## Munkássága
1948-tól dolgozott a Néprajzi Múzeumban. 1961-től 1968-ig a Néprajzi Múzeum főigazgatója volt. 1969-től 1975-ig a Magyar Tudományos Akadémia Néprajzi Kutatócsoportjának tudományos osztályvezetője, majd 1978-tól haláláig igazgatóhelyettese.
Muzeológusként több tanulmányúton is járt Afrikában, Észak-Amerikában, Ausztráliában és Kelet-Ázsiában.
Az Acta Ethnographica főszerkesztője és a Néprajzi Társaság főtitkára, majd alelnöke volt.
Fő kutatási területe az etnológia, különösebben a művészetetnológia, szociálantropológia, területileg Óceánia és Indonézia néprajza. A nyugat-európai etnológia klasszikusainak (Morgan, Frazer, Birket-Smith) magyar fordítója és interpretálója.
Tanulmányai, cikkei a hazai és a külföldi szaklapokban jelennek meg. Számos könyve, köztük összefoglaló munkája, a Törzsi művészet Európában több világnyelven megjelent. Egyik fő feladatának tekintette a nyugat-európai etnológia klasszikusainak (Morgan, Frazer, Birket-Smith) magyarországi megismertetését.

## Főbb művei
- Óceánia művészete a Magyar Nemzeti Múzeum, Néprajzi Múzeum gyűjteményében; ill. Köpeczi Bócz István; Képzőművészeti Alap, Bp., 1959 (angol, francia, német, olasz nyelven is)
- Opuscula ethnologica memoriae Ludovici Biró sacra; szerk. Bodrogi Tibor, Boglár Lajos; Akadémiai, Bp., 1959
- Die Kunst Ozeaniens... Objekte im Besitz des Ethnographischen Museum in Budapest (Óceánia művészete a Néprajzi Múzeum gyűjteményében); németre ford. Paulinyi Zoltán; Zettner, Würzburg–Wien, 1960
- Art in North-East New Guinea; angolra ford. Rácz Éva, ill. Zsigmond Endre; Akadémiai, Bp., 1961
- Mesterségek születése. Kis egyetemes tárgyi néprajz; ill. Zsigmond Endre; Gondolat, Bp., 1961 (Gondolattár)
- Társadalmak születése; Gondolat, Bp., 1962 (Gondolattár)
- Europa et Hungaria. Congressus ethnographicus in Hungaria. Budapest, 16-20. Nov. 1963; szerk. Ortutay Gyula, Bodrogi Tibor; Akadémiai, Bp., 1965
- Afrika művészete; ill. Kass János, fotó Koffán Károly; Corvina, Bp., 1967 (angol, francia, lengyel, német nyelven is)
- Indonézia művészete; ill. Csalog Zsolt; Corvina, Bp., 1971 (angol, francia, német, román nyelven is)
- Rákos Sándor: Táncol a hullámsapkás tenger. Óceánia népeinek költészete; vál., szerk. Bodrogi Tibor, ill. Veress Pál; Európa, Bp., 1976
- Messzi népek magyar kutatói. Az egyetemes néprajz előfutárai és művelői, 1-2.; szerk., bev. Bodrogi Tibor, vál., életrajzok, jegyz. Bodrogi Tibor et al.; Gondolat, Bp., 1978 (A magyar néprajz klasszikusai)
- Varsány. Tanulmányok egy észak-magyarországi falu társadalomnéprajzához; szerk., előszó Bodrogi Tibor; Akadémiai, Bp., 1978 (Néprajzi tanulmányok)
- Szovjet tanulmányok a munkáséletmód néprajzi kutatásáról; szerk. Bodrogi Tibor, ford. Dömötör Ákos; MTA, Bp., 1979 (Documentatio ethnographica)
- Temetés–vallás–társadalom. In: Hajdú-Bihar Temetőművészete. Debrecen, Alföldi Ny., 1980. 9–71.
- Hétköznapok Melanéziában. Tata, Vár, 1980. július-augusztus / Everyday life in Melanesia; katalógusszöveg Antoni Judit, kiállítás rend. Antoni Judit, Bodrogi Tibor, Horváth Ferenc; Kuny Múzeum, Tata, 1980 (A Kuny Domokos Múzeum kiállításai)
- Törzsi művészet, 1-2.; szerk. Bodrogi Tibor; rajz Csalog Zsolt, térképek Kemény Zoltán; Corvina, Bp., 1981 (német nyelven is)
- Bíró Lajos: Hat év Új-Guineában. Válogatott írások; vál., bev., jegyz., irodalomjegyzék Bodrogi Tibor; Gondolat, Bp., 1987 (A magyar néprajz klasszikusai)
- A magyar etnológia válogatott bibliográfiája. Bodrogi Tibor hagyatékának felhasználásával összeáll. Kovács Zoltán, Sárkány Mihály, Vargyas Gábor / Based upon Tibor Bodrogi's unpubl. notes comp. by Zoltán Kovács, Mihály Sárkány, Gábor Vargyas; Ethnographical Institute of the HAS, Bp., 1991 (Occasional papers in anthropology)
- Mesterségek, társadalmak születése; ill. Zsigmond Endre; Fekete Sas, Bp., 1997

## Díjak, kitüntetések
- 1984 Ortutay Gyula-emlékérem